# رافائيل روهرير
رافائيل روهرير (بالألمانية: Raphael Rohrer)‏ هو لاعب كرة قدم ليختنشتاني في مركز الهجوم، ولد في 3 مايو 1985 في ليختنشتاين. شارك مع منتخب ليختنشتاين لكرة القدم. أما مع النوادي، فقد لعب مع نادي فادوتس.

## وصلات خارجية
- رافائيل روهرير على موقع الاتحاد الدولي (مؤرشف)  (الإنجليزية)
- رافائيل روهرير على موقع الاتحاد الأوربي (الإنجليزية)
- رافائيل روهرير على موقع قاعدة بيانات كرة القدم.إي يو (الإنجليزية)
- رافائيل روهرير على موقع ناشيونال فوتبول تيمز (الإنجليزية)
- رافائيل روهرير على موقع عالم كرة القدم.نت (الإنجليزية)